# Roy Burrowes
Roy Burrowes (auch Roy Burrows, * 18. Februar 1930 in Kingston (Jamaika); † 2. Dezember 1998 in London) war ein Jazz-Trompeter und Flügelhornist.
Der von der karibischen Insel Jamaika stammende Roy Burrowes begann seine Karriere Anfang der 1960er Jahre in den Vereinigten Staaten im Duke Ellington Orchestra, zu hören auf Alben wie Featuring Paul Gonsalves (1962), In the Uncommon Market oder The Great Paris Concert (1963). Er wirkte 1965 an Clifford Jordans Leadbelly-Album These are my Roots mit; mit Jordan entstand auch das Album Reggae Au Go Jazz für das legendäre Studio One.
Bekannter wurde er Anfang der 1970er Jahre durch seine Mitgliedschaft in der Band von Archie Shepp; so war er auf dessen Alben Things Have to Got Change (1971), Attica Blues (1972) und There's a Trumpet in my Soul (1975) zu hören; für die letzte Produktion komponierte er zusammen mit Beaver Harris den Titel „Down in Brazil“. 
Im Jahr 1979 gehörte Burrowes der Walter Davis Company mit Johnny Dyani und Clifford Jarvis an (Blues Walk). 1980 wirkte er bei Abbey Lincolns Album Painted Lady mit; außerdem erschien das einzige Album, das Burrowes unter eigenem Namen veröffentlichte, ein Livemitschnitt aus Paris mit einem Quintett, das er mit Mal Waldron leitete (Live at Dreher). Aus späterer Zeit liegen keine Aufnahmen mit Roy Burowes vor.